# هيمو البقال

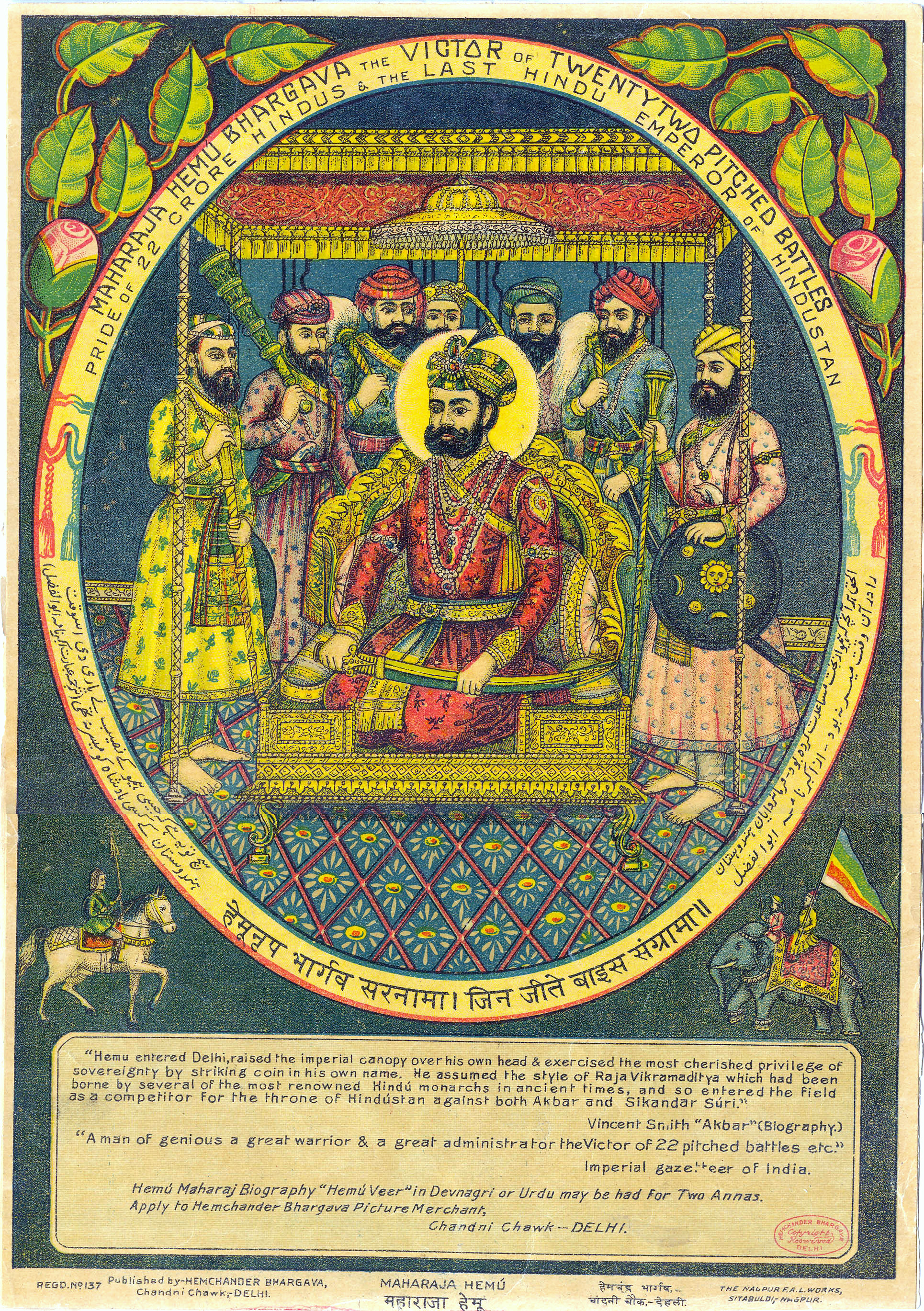
رسم تخيلي للقائد الهندوسي هيمو البقَّال.

هيمو أو هيمون الشهير بلقب البقال، كان في أول أمره بقالًا هندوسيًا بمدينة رواري بإقليم موات في الهند، ثم عهد إليه بمراقبة الأسواق حتى صار مديرًا لإمدادات الجيش، غير أن لقب بقال لصق به طول حياته، وما زال يترقى في المراتب حتى بلغ مرتبة القيادة وصار وكيلًا (وزيرًا) للسلطان محمد عادل شاه السوري. استطاع هيمو فتح مدينة دلهي، واتخذ لنفسه على أثر هذا النصر لقب «بكرماديت» الهندوسي القديم، وأبدى رغبة قوية في إحياء أمجاد أمته القديمة، ومناهضته للإسلام والمسلمين. وبدأت تداعبه الآمال بعد هذه الانتصارات أن يستأثر بالعرش المغولي لنفسه مهملًا شأن سيده محمد عادل شاه، فضرب السكة باسمه، ورفع المظلة السلطانية فوق رأسه، وولى خاصته ورجاله في مناصب الدولة وشؤون الولايات، وسيطر على المنطقة الواقعة بين غواليور ونهر ستلج. ثم التقى هيمو بجيش دولة المغول الهندية في معركة باني بت الثانية في يوم 2 محرم 964هـ الموافق فيه 5 تشرين الثاني (نوڤمبر) 1556م، وهُزم فيها، ووقع في الأسر، ثم قام بيرم خان وصي جلال الدين أكبر بقتله.